# Stockbridge (Wisconsin)
Stockbridge è un villaggio degli Stati Uniti d'America, situato in Wisconsin, nella contea di Calumet.